# Škoda Rapid (2012)
Škoda Rapid – samochód osobowy klasy miejskiej produkowany przez czeską markę Škoda w latach 2012 – 2019.

## Historia i opis modelu

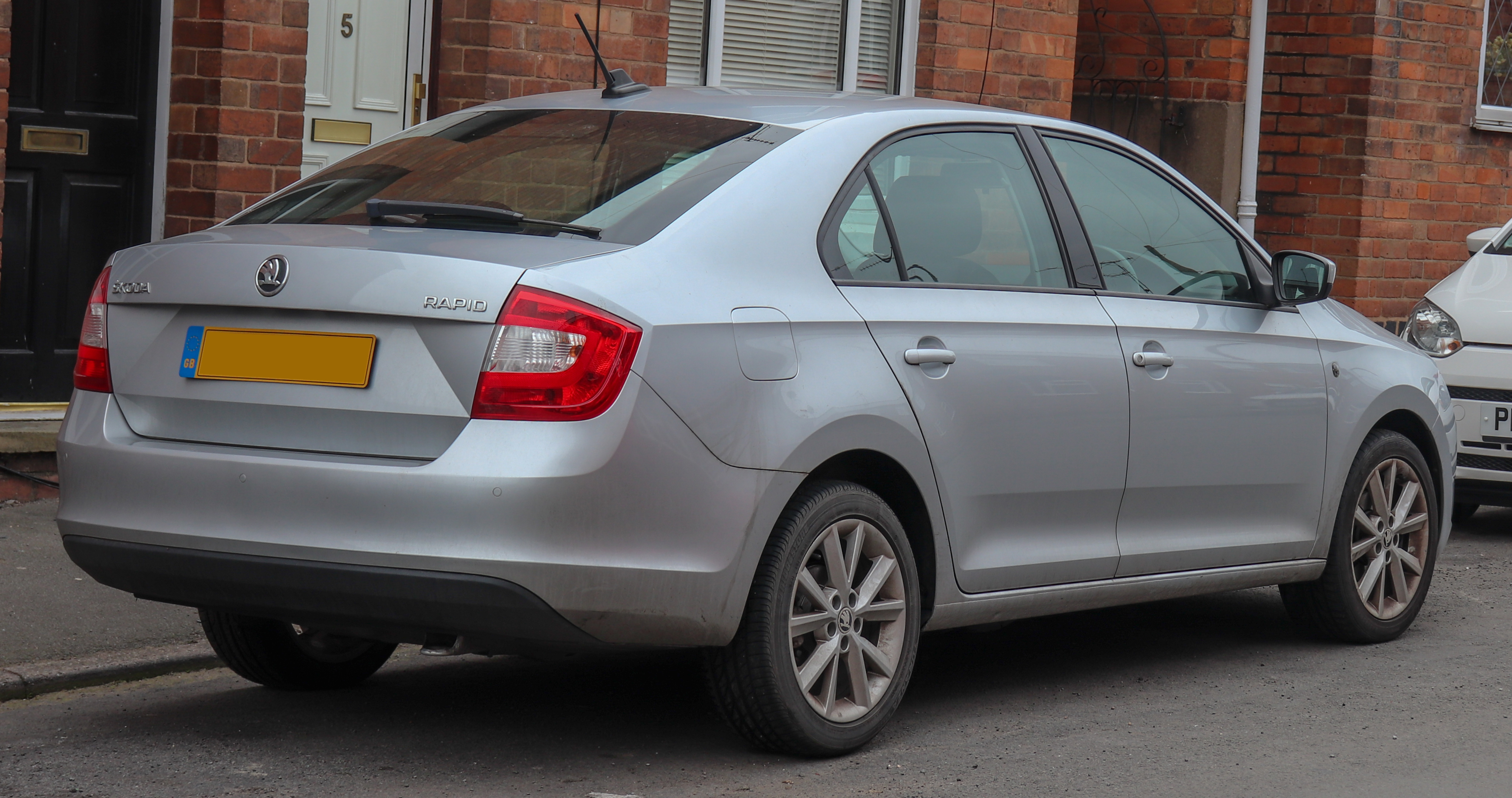
Škoda Rapid – tył

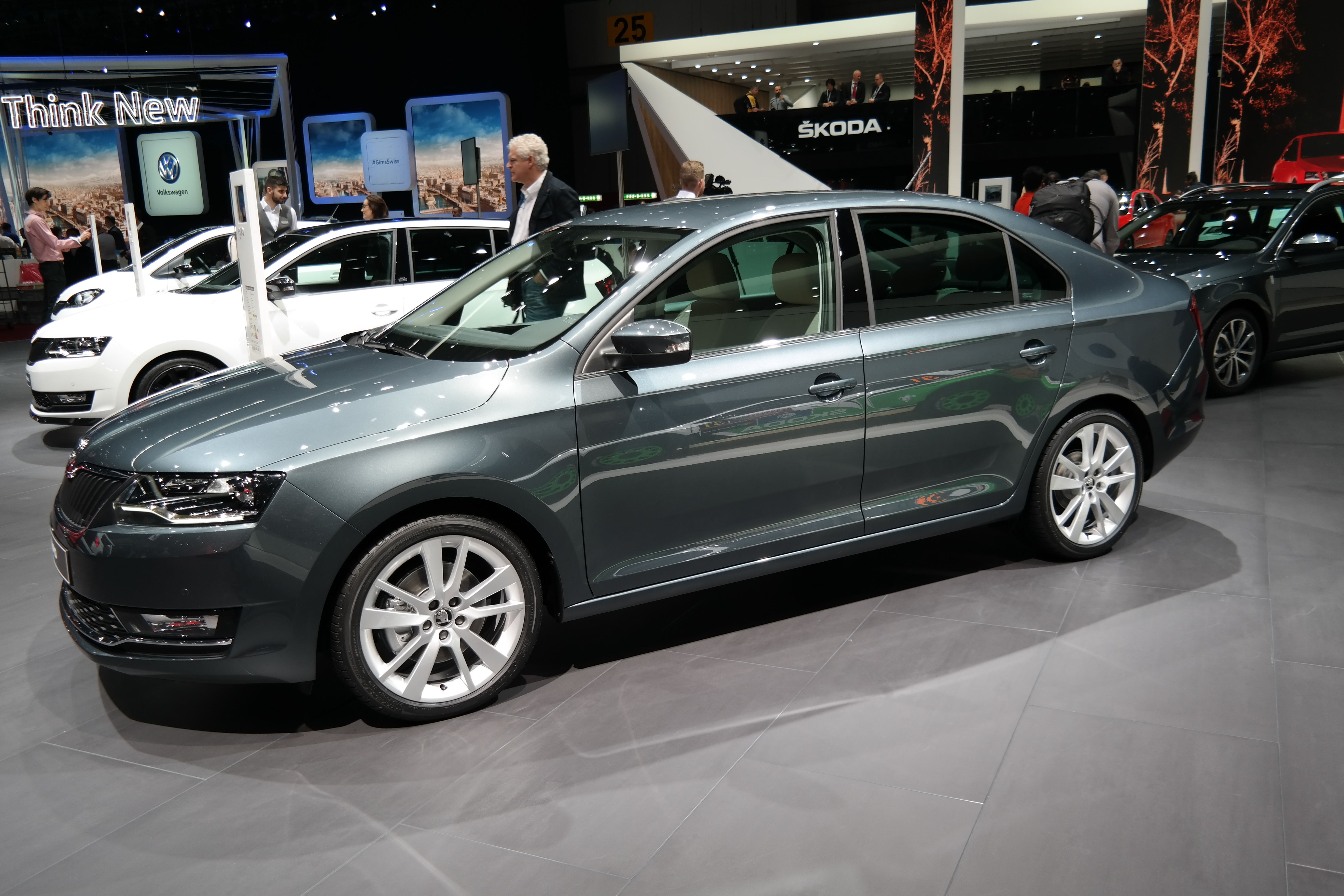
Škoda Rapid po liftingu

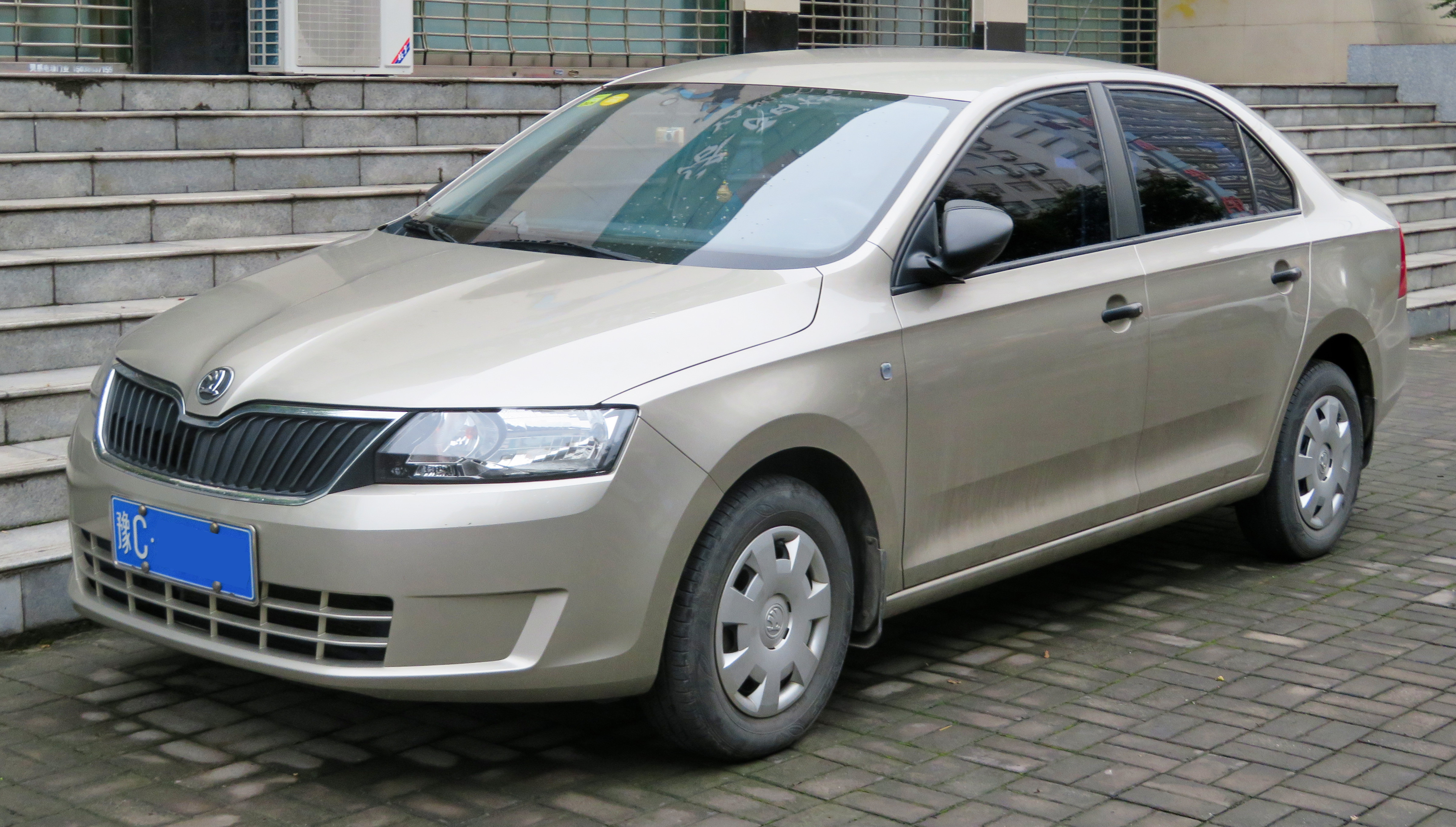
chińska Škoda Rapid Sedan

Samochód został po raz pierwszy zaprezentowany w formie konceptu podczas targów motoryzacyjnych we Frankfurcie w 2011 roku jako MissionL. Premiera wersji produkcyjnej pojazdu miała miejsce rok później podczas targów motoryzacyjnych w Genewie. Auto zbudowane zostało na bazie płyty podłogowej A05 (PQ25) zastosowanej m.in. do budowy Audi A1, Seata Ibiza oraz Volkswagena Polo. Produkcję pojazdu rozpoczęto 27 sierpnia 2012 roku w czeskiej fabryce marki w Mladej Boleslavi na wspólnej linii montażowej z bliźniaczym modelem SEAT Toledo. Ten model wypełnił lukę między małą Fabią, a dużą Octavią trzeciej generacji.
Stylistycznie auto czerpie z konceptu MissionL. Posiada wyraźne zarysowanie linii nadwozia, przedni grill zespolony z reflektorami z nowym logiem marki. Charakterystycznym elementem nowej stylizacji nadwozia są ostro ścięte krawędzie przednich reflektorów i lamp przeciwmgielnych. Każda wersja wyposażeniowa w standardzie posiada światła do jazdy dziennej. Wnętrze auta zaaranżowano praktycznie tak, aby kierowca mógł od razu wszystko znaleźć. W standardzie auto posiada skrobaczkę do lodu zamontowaną w pokrywie wlewu paliwa.
W maju 2013 roku nad austriackim jeziorem Wörthersee Škoda zaprezentowała koncept Rapida Sport. Auto wyróżnia się agresywnym pakietem stylistycznym z przeprojektowanym przednim zderzakiem, otworami na pokrywie silnika, tylnym spojlerem oraz dyfuzorem z podwójnym wydechem. Zmienione zostały także m.in. tylne lampy oraz zastosowane 19-calowe alufelgi. We wnętrzu pojazdu umieszczona została sportowa kierownica oraz fotele Recaro, a także podświetlenie progów.
Pod koniec 2013 roku auto przeszło delikatną modernizację na rok modelowy 2014. Wnętrze pojazdu zyskało nową, trójramienną kierownicę, zmienione zostały wzory tapicerki, poprawiono materiały kokpitu oraz zmieniony został system audio. Przy okazji modernizacji pod maskę pojazdu trafił nowy silnik wysokoprężny 1.6 TDI o mocy 90 KM z systemem Start&Stop oraz systemem odzyskiwania energii.
Pod koniec 2015 roku auto przeszło kolejną delikatną modernizację na rok modelowy 2016. Auto otrzymało nowe jednostki napędowe wyposażone standardowo w system Start&Stop, system odzyskiwania energii a także opcjonalnie światła do jazdy dziennej wykonane w technologii LED. Przy okazji dodane zostały kierunkowskazy w lusterkach zewnętrznych.
W 2017 roku Rapid przeszedł facelifting. Zmodyfikowano przedni zderzak, kokpit a światła LED (do jazdy dziennej) zostały przeniesione do nowych reflektorów. Do listy wyposażenia opcjonalnego dodano m.in. system bezkluczykowy, tempomat z radarem oraz system rozpoznający zmęczenie kierowcy. Silnik 1.0 TSI o mocach 90 lub 110KM zastąpił 1.2 TSi.
Wiosną 2019 roku Rapid oraz Rapid Spaceback zniknął z oferty na rzecz wspólnego następcy - oba modele zastąpił większy, kompaktowy hatchback o nazwie Scala.

### Škoda Rapid Sedan
W 2013 roku podczas Shanghai Auto Show chiński oddział koncernu Volkswagena zaprezentował przeznaczoną wyłącznie na rynek chiński odmianę Rapida z nadwoziem sedan. Decyzję o wprowadzeniu tej nieznanej na innych rynkach wersji nadwoziowej producent motywuje  ogromną popularnością i dominującą rolą, jaką cieszy się w Chinach odmiana sedan. Rapid sedan nie odróżnia się znacząco pod względem wyglądu zewnętrznego od standardowego liftbacka – samochód uzyskał mniej łagodnie poprowadzony słupek C, wyraźniej zaznaczony bagażnik i nieznacznie przestylizowane tylne lampy. Pojazd wytwarzany jest w chińskich zakładach Volkswagena w mieście Yizheng. Rapid w wersji sedan posłużył też jako baza dla bliźniaczego modelu Volkswagena, także przeznaczonego na rynek chiński – Santany II.

### Wersje wyposażeniowe
- Active
- Active Max[8]
- Ambition
- Ambition Max[8]
- Edition - wersja specjalna
- Elegance
- Elegance Max[8]
- Monte Carlo - pakiet stylistyczny wyróżniający się czarnymi alufelgami, lusterkami oraz ramką grilla, a także dachem. Auto bazuje na wzbogaconej wersji Ambition.
- Scoutline - uterenowiona wersja specjalna wyróżniająca się m.in. innymi zderzakami oraz plastikowymi panelami ochronnymi[9].
- SE Connect - wersja limitowana przeznaczona na rynek brytyjski wyposażona w radio cyfrowe oraz system nawigacji satelitarnej, a także 16-calowe alufelgi, błękitny lub srebrny lakier oraz silnik benzynowy 1.2 82 KM[10].
- Sport - wersja limitowana przeznaczona na rynek brytyjski wyposażona w 17-calowe czarne alufelgi, delikatny, tylny spojler, sportowe fotele oraz aluminiowe pedały. Dostępna wyłącznie z benzynowym silnikiem 1.2 o mocy 105 KM[10].
- Style Plus - wersja limitowana[11]

Podstawowa wersja wyposażeniowa pojazdu Active standardowo wyposażona jest m.in. w 6 poduszek powietrznych, system ABS i ESP, MSR, ASR, EDS, HBA oraz ACS, zamek centralny, elektryczne sterowanie szyb przednich oraz 4-głośnikowy system audio, a także światła do jazdy dziennej. Bogatsza wersja Ambition dodatkowo wyposażona jest także m.in. klimatyzację manualną, podgrzewanie oraz elektryczne sterowanie lusterek, komputer pokładowy, przedni podłokietnik, światła przeciwmgłowe, a także radio CD/MP3. Najbogatsza wersja Elegance dodatkowo wyposażona jest m.in. w czujniki cofania, tempomat, inny system audio CD/MP3 z 6-głośnikami, wielofunkcyjną, skórzaną kierownicę oraz 15-calowe alufelgi. 
W zależności od wersji wyposażeniowej pojazdu, auto doposażyć można także m.in. w klimatyzację automatyczną, podgrzewane przednie fotele, 16 lub 17-calowe alufelgi oraz przygotowanie instalacji pod telefon GSM, reflektory ksenonowe, światła przeciwmgłowe z funkcją doświetlania zakrętów, system nawigacji satelitarnej, sportowe fotele oraz dach panoramiczny.

### Silniki
| Silnik                   | Pojemność skokowa [cm³] | Typ silnika        | Moc maksymalna [KM]([kW]) przy obr./min | Maks. moment obrotowy [Nm] przy obr./min | Przyspieszenie 0-100 km/h [s] | Prędkość maks. [km/h] | Lata produkcji     |                    |                    |
| Silniki benzynowe:       | Silniki benzynowe:      | Silniki benzynowe: | Silniki benzynowe:                      | Silniki benzynowe:                       | Silniki benzynowe:            | Silniki benzynowe:    | Silniki benzynowe: | Silniki benzynowe: | Silniki benzynowe: |
| ------------------------ | ----------------------- | ------------------ | --------------------------------------- | ---------------------------------------- | ----------------------------- | --------------------- | ------------------ | ------------------ | ------------------ |
| 1.2 12V MPI              | 1198                    | R3                 | 75 (55)/5400                            | 112/3750                                 | 13,9                          | 175                   | 2012-2015          |                    |                    |
| 1.2 TSI                  | 1197                    | R4                 | 86 (63)/4800                            | 160/1500-3500                            | 11,8                          | 183                   | 2012-2015          |                    |                    |
| 1.2 16V TSI              | 1197                    | R4                 | 90 (66)/4400                            | 160/1400-3500                            | 11,2                          | 186                   | od 2015            |                    |                    |
| 1.2 TSI                  | 1197                    | R4                 | 105 (77)/5000                           | 175/1550-4100                            | 10,3                          | 195                   | 2012-2015          |                    |                    |
| 1.2 16V TSI              | 1197                    | R4                 | 110 (81)/4600                           | 175/1400-4000                            | 9,8                           | 200                   | od 2015            |                    |                    |
| 1.4 16V TSI              | 1390                    | R4                 | 122 (90)/5000                           | 200/1500-4000                            | 9,5                           | 206                   | 2012-2015          |                    |                    |
| 1.4 16V TSI              | 1390                    | R4                 | 125 (92)/5000                           | 200/1400-4000                            | 9,0                           | 208                   | od 2015            |                    |                    |
| 1.0 TSI                  | 999                     | R3                 | 95 (70)/5000-5500                       | 160/1500-3500                            | 11,0                          | 184                   | od 2017(lifting)   |                    |                    |
| 1.0 TSI                  | 999                     | R3                 | 110 (81)/5000-5500                      | 200/2000-3500                            | 9,8                           | 198                   | od 2017(lifting)   |                    |                    |
| Silniki wysokoprężne:    |                         |                    |                                         |                                          |                               |                       |                    |                    |                    |
| 1.4 12V TDI CR           | 1422                    | R3                 | 90 (66)/3500                            | 230/1750-2500                            | 12,0                          | 183                   | od 2015            |                    |                    |
| 1.4 12V TDI CR           | 1422                    | R3                 | 90 (66)/3500                            | 230/1750-2500                            | 12,5                          | 182                   | od 2015            |                    |                    |
| 1.6 16V TDI CR           | 1598                    | R4                 | 90 (66)/4200                            | 180/2000                                 | 12,0                          | 184                   | 2013-2015          |                    |                    |
| 1.6 16V TDI CR GreenLine | 1598                    | R4                 | 90 (66)/4200                            | 230/1500-2500                            | 12,0                          | 186                   | 2013-2015          |                    |                    |
| 1.6 16V TDI CR           | 1598                    | R4                 | 90 (66)/4200                            | 230/1500-2500                            | 12,2                          | 184                   | 2013-2015          |                    |                    |
| 1.6 16V TDI CR           | 1598                    | R4                 | 105 (77)/4400                           | 230/1500-2500                            | 10,4                          | 190                   | 2012-2015          |                    |                    |
| 1.6 16V TDI CR           | 1598                    | R4                 | 115 (85)/3500                           | 250/1500-3000                            | 10,0                          | 201                   | od 2015            |                    |                    |

## Škoda Rapid Spaceback

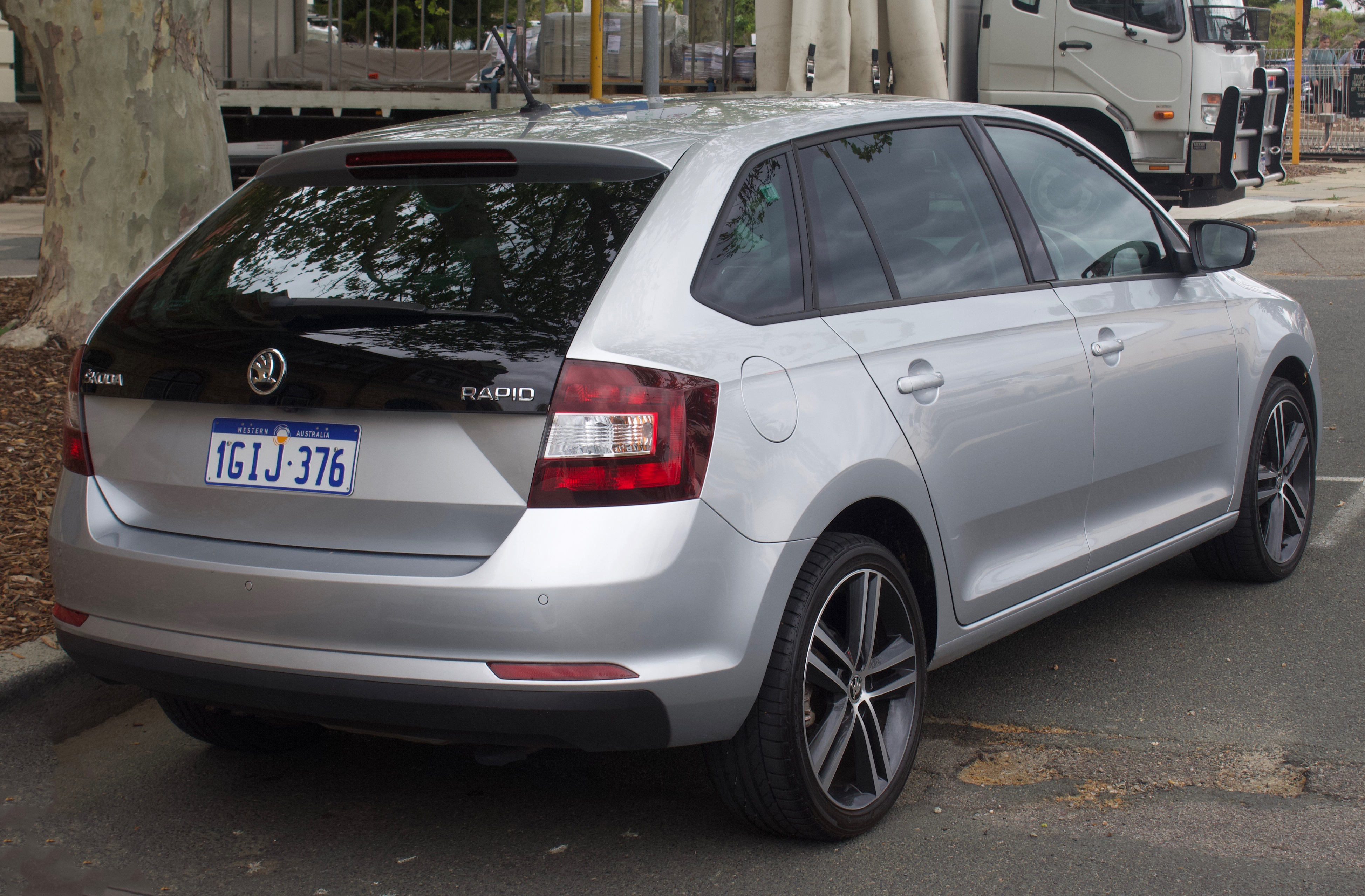
Tył Rapida Spaceback

Škoda Rapid Spaceback została zaprezentowana po raz pierwszy w 2013 roku.
Wersja hatchback, która otrzymała dla wyróżnienia dodatkowy przydomek Spaceback, uzupełniła gamę modelową marki, w której od czasu debiutu modelu Octavia oferowanego tylko jako liftback i kombi brakowało kompaktowego samochodu osobowego w wersji hatchback, tradycyjnego nadwozia w segmencie C. Rapid Spaceback bazuje wprawdzie na modelu zaliczanym do tzw. segmentu B+, jednak w gamie Skody jest pozycjonowany jako samochód kompaktowy.
Pierwsze informacje o nowym modelu Škody pojawiły się w lipcu 2013 roku, kiedy to czeska marka zaprezentowała w internecie zdjęcia i oficjalne informacji na temat odmiany ochrzczonej mianem Spaceback, która początkowo określana była jako połączenie nadwozia kombi i hatchback, lecz w praktyce bliżej jest jej do drugiego typu nadwozia. Oficjalna premiera auta odbyła się podczas targów motoryzacyjnych we Frankfurcie we wrześniu 2013 roku. Rapid Spaceback jest krótsza o 18 cm, ma rozstaw osi 2602 mm oraz posiada mniejszy bagażnik od wersji liftback (415 litrów). W Mladej Boleslavi 19 sierpnia 2013 roku rozpoczęła się produkcja seryjna wersji Spaceback. Zakład zmodyfikował proces produkcyjny i poszerzył linię montażu. Rapid Spaceback powstaje na tej samej linii produkcyjnej, co Fabia.
Rapid Spaceback oferowany jest w odmianach z różną długością tylnej szyby. Bogatsza, ma oszkloną większą powierzchnię klapy bagażnika.